# Pórtico de Santa María de Ripoll
El pórtico de Santa María de Ripoll es la fachada que se adosó a la anterior del monasterio de Santa María de Ripoll, situado en la ciudad de Ripoll (Gerona), hacia mediados del siglo XII, para decorar la entrada principal de la iglesia, siendo uno de los ejemplos más monumentales, en cuanto a la decoración escultórica, en el ámbito del románico catalán vinculado a la escuela de Toulouse. Realizada como un arco triunfal, tiene una gran profusión decorativa con escenas del Antiguo Testamento labradas por escultores anónimos, siguiendo los relatos de una Biblia que se conserva en el mismo monasterio.
A finales de 2011 se hizo pública la intención del Ayuntamiento de Ripoll de proponer la declaración del Pórtico como Patrimonio de la Humanidad por la UNESCO. que culminó cuando el 27 de enero de 2015 fue inscrito en la Lista Indicativa de España, en la categoría de bien cultural (n.º ref 5977).

## Historia

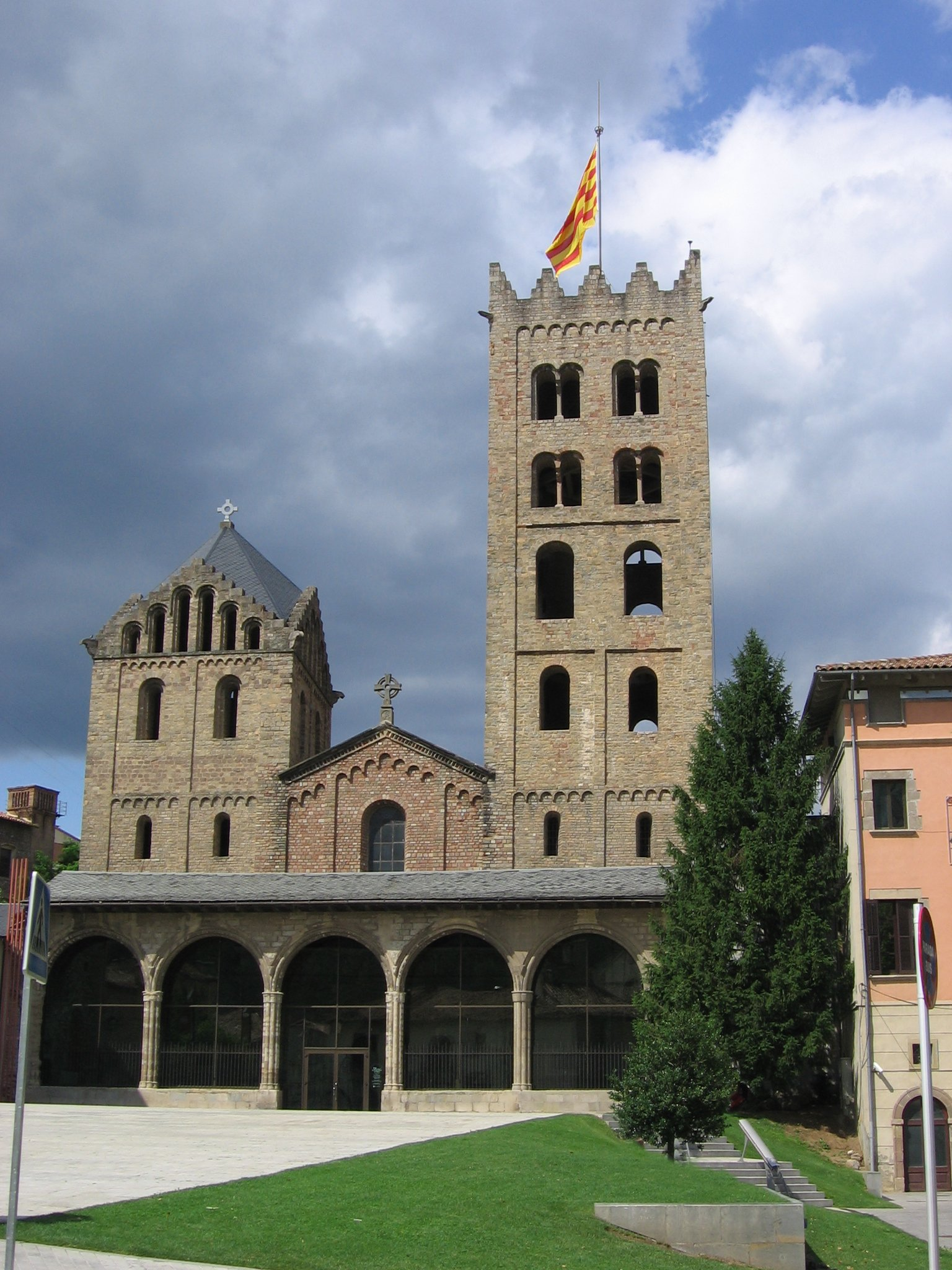
Fachada del monasterio de Santa María de Ripoll.

Una novedad del periodo románico fue la incorporación de la escultura en la arquitectura realizada en piedra o mármol, sin embargo queda claro que en el territorio de la Marca Hispánica, la escultura monumental se realizó con más retraso que en otros territorios, en Cataluña no aparece realmente hasta mediados del siglo XII, aunque lo hace con todo esplendor. Aparecen conjuntos en edificios catedralicios y monacales que convierten sus pórticos en un tránsito entre lo profano y el lugar sagrado, el sentido doctrinal predomina, ciñéndose en representaciones simbólicas hasta hacer una verdadera Biblia. Entre estos se encuentran la catedral de Vich, Sant Pere de Rodes y Santa María de Ripoll que mantuvieron las construcciones anteriores pero en la fachada primitiva se añadieron los pórticos monumentales, de los cuales la de Ripoll es el único que se ha conservado, aunque en estado algo degradado.
En el año 1873 se transcribieron los numerosos epígrafes bíblicos, que ya están completamente ilegibles. El historiador y arquitecto Vicente Lampérez y Romea, estudió en el año 1908, las fuentes estilísticas del pórtico, sí como su datación que la propuso durante la mitad del siglo XII, fecha que aceptó poco más tarde Gudiol i Cunill así como otros analistas posteriores. José Gudiol Ricart estudió en su monografía sobre el pórtico, la compleja iconografía basada en fuentes bíblicas, los Hechos de los Apóstoles, el Apocalipsis, los libros del Éxodo, Jonás y Daniel, así como realizó una completa descripción. A principios del siglo XX, José Pijoán, a la vista de las escenas del ciclo del Éxodo a la derecha de la portada y las del Libro de los Reyes en la izquierda, le permitieron confirmar que los escultores se habían inspirado en una de las biblias historiadas del monasterio.
Una de los historiadores que más se interesó en la interpretación de la iconografía fue el también arquitecto Josep Puig i Cadafalch, que dividió el conjunto en tres partes el zócalo era la vida real de la época actual, en el nivel central las historias del pasado y en la parte alta el cielo significando el futuro. Para la datación comparó los relieves del portal con el sarcófago de Ramón Berenguer III, muerto en el año 1131 pero cuya realización tuvo lugar unos años después y con una galería románica del claustro del propio monasterio, es decir entre los años 1140 y 1175.
Se ha sostenido, por parte de Yves Christe, en los años setenta del siglo XX, que el modelo correspondía a un arco de triunfo romano, que mantiene un cierto parecido con la pieza de orfebrería de un relicario de la época de Carlomagno, en forma de arco de triunfo ofrecido por Eginardo a la basílica de San Servasio de Maastricht.
Los símbolos por los que se representan los meses han sido estudiados por J.C. Webster que estableció un parentesco con series de diferentes puntos europeos, por ejemplo la representación del oficio de un botero en el mes de agosto, es un elemento casi exclusivamente italiano. Se ha establecido un punto de relación entre el arte realizado en Ripoll y el de Toulouse de Languedoc, por el estudio de los relieves y de las estatuas de las columnas así como de los pliegues de la ropa, llegando a proponer un cierto acercamiento con el arte del maestro Gilabertus o su taller y con la Virgen del Claustro de la Catedral de Santa María de Solsona; también parece acercarse al estilo de las esculturas del portal norte de Grossmünster de Zúrich, quizás por la semblanza de ambas con un origen italiano.

## Descripción
La portada se adosa sobre la pared de entrada de la iglesia, constituida por un paralelepípedo rectangular de doce metros de ancho por siete de altura y un metro de grosor aproximadamente, y formada con bloques de piedra caliza yuxtapuestos sin mortero, por su exposición a los elementos atmosféricos, a la calidad del material empleado (arenoso) y a un incendio que sufrió en el año 1835, se encuentra en un estado bastante deteriorado. En su parte central se encuentra la puerta con siete arquivoltas cubiertas de escultura, sostenidas sobre columnas entre las que destacan dos que en realidad son las imágenes de san Pedro y san Pablo con sus atributos respectivos de las llaves y un rollo de pergamino abierto, ambos presentan la mutilación de sus cabezas.
Queda demostrado que los constructores conocían bien los arcos de triunfo, por la composición del frontón con el coronamiento final de un friso corrido y el conjunto decorativo en dos niveles superpuestos y enmarcados con un escalonamiento de siete franjas o registros horizontales y unas columnas situadas en los laterales.

### Medidas
- Anchura total 11,60 metros
- Altura total 7,25 m
- Grosor 1 m
- Altura del zócalo 0,72 cm
- Altura de la base desde el suelo a los registros superiores (zócalo 0,72 + 0,90 segundo registro + 1,28 tercer registro) Total 2,90 m
- Altura de cada uno de los registros superiores (dos a 0,90 y 1 a 1,10)Total 2,90 m
- Altura del friso superior 1,45 m
- Anchura de cada lado de la puerta central 2,90 m
- Anchura puerta central 5,80 m.
- Altura puerta central 5,80 m.
- Anchura de la puerta en el interior hacia la iglesia 2,54 m
- Altura de la puerta en el interior hacia la iglesia 4,15 m

### Arquivoltas
En orden de exterior a inferior:

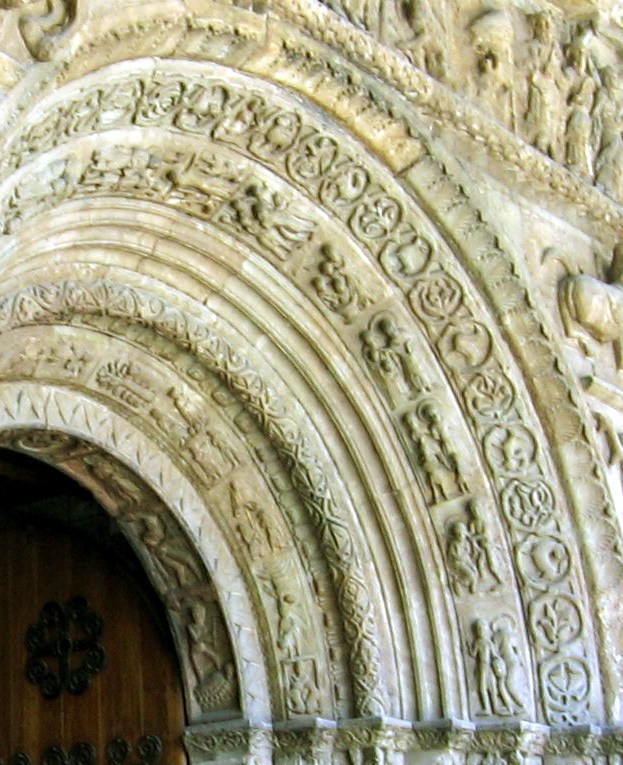
Arquivoltas de la puerta de Santa María de Ripoll.

- 1.- Con adornos en forma de hojas.
- 2.- Consta de veintisiete círculos, en cuyo interior se encuentran figuras diversas, en el centro del arco presidiéndolo el Agnus Dei , en ambos lados unos ángeles[12] y a continuación diversos animales.
- 3.- Está ocupada por escenas en dovelas más grandes, explicando la vida de los apóstoles Pedro en la parte izquierda y Pablo en la derecha, destacan la de Pedro con Nerón, su enfrentamiento con Simón el Mago y su crucifixión, la vida de Pablo también está narrada desde su bautismo, predicación de la fe cristiana , el encarcelamiento y hasta su martirio con la vista de su verdugo con la cabeza en la mano, terminan las escenas al encontrarse con sus estatuas con las que se forman las columnas correspondientes a esta arquivolta.[13]
- 4.-Formada con varias molduras con diferentes formas.
- 5.-Presenta adornos vegetales sobre una moldura de toro.
- 6.-A partir del centro y hacia cada lado las vidas de Daniel y Jonás con escenas narradas en sus libros como el sueño de Nabucodonosor la construcción de la estatua de oro que ha de ser adorada, y como simbolismo de salvación la representación de los tres hebreos en el horno y Daniel transportado por un ángel salvándolo de los leones.
- 7.-En el intradós de la última arquivolta se encuentra centrada una imagen de Maiestas Domini[14] dentro de un medallón con ángeles a los lados y con las historias de Caín y Abel,donde hay una escena comparable con las pinturas de la Iglesia de San Quirico de Pedret: es la de Caín cuando intenta enterrar a Abel y la tierra lo expulsa.[15] Tiene semejanzas con el tapiz de la Creación de la catedral de Gerona, con una Maiestas sin barba y que solo aparece la parte superior del cuerpo, por otro lado, representación bastante infrecuente en el ámbito catalán. Sobre los montantes en ambos lados hay la representación simbólica de los doce meses del año con diferentes oficios o alegorías para cada mes.

### Friso superior y lado derecho

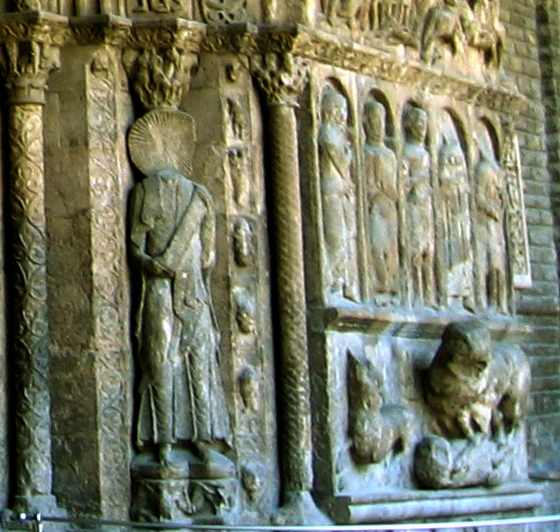
Detalle del pórtico con la imagen de San Pablo y en el registro inferior el gran relieve del león.

En el registro superior a manera de friso, ocupa el espacio central una Maiestas Domini , una de las esculturas mejor conservadas y en la que aún se distinguen restos de policromía rodeada por el tetramorfos y reforzado el carácter apocalíptico con los veinticuatro ancianos, que su representación completa, termina en los laterales de la fachada.
En el siguiente nivel, se aprecia una multitud de personajes entre los que se encuentran los Apóstoles y Santos. En las dos franjas inferiores siguientes se encuentra la narración del libro del Éxodo, con Moisés conduciendo al pueblo judío, el envío de alimentos en el desierto del Sinaí, la separación de las aguas del mar Rojo, Moisés hace brotar el agua de la roca de Horeb, mientras les guía una columna de fuego y un ángel, y la batalla de Rafidim entre Josué y Amalec. La entrega de las tablas de los diez mandamientos, como momento más culminante, se representa con las figuras más grandes y dentro de unos arcos de medio punto, los personajes son Yahvé, Moisés, Aarón y dos figuras vestidas una religiosa que podría ser un obispo o el mismo abad de Ripoll y otra vestida de guerrero en el que se ha querido ver a Ramón Berenguer III, realmente muy discutibles, en sentido simbólico el concepto es el de representar el poder religioso y el civil. Debajo de estas escenas, en un solo recuadro se muestra la primera visión apocalíptica de Daniel con un león realizado con gran relieve. El relieve del león es como uno del mismo tipo que se conserva en el Museo Diocesano y Comarcal de Solsona y que formaba parte de la fachada románica desaparecida de Santa María de Solsona, también guarda parecido con otros de algunas fachadas del norte de Italia. Por último en esta parte el zócalo representa los pecados capitales, encontrándose en muy mal estado de conservación.

### Lado izquierdo

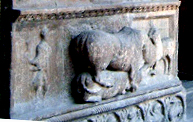
Lucha entre animales en la última franja del lado izquierdo.

La parte superior, está ocupada, como la contraria del lado derecho, por Apóstoles y Santos. A partir del siguiente nivel los protagonistas son Salomón y David, representando los reyes escogidos por Dios, que igualmente se traslada a los reyes de la época medieval. Las escenas están inspiradas en las narraciones historiadas que tiene la Biblia guardada en el monasterio y muestran la petición de Betsabé a David para escoger a Salomón como rey, acto seguido viene la coronación, la petición a Yahvé de la sabiduría y el juicio de Salomón, debajo de esta franja, se ve el traslado del arca de la Alianza, con David tomando parte del ambiente festivo bailando delante de la ciudad de Jerusalén y David con el profeta Gad. En esta parte de la fachada también se ven, colocados debajo de arcos, y con las figuras de mayor proporción, ocupando la parte central David sentado en un trono y el resto de personajes son acompañantes músicos.
En el último espacio la visión preapocalíptica de Daniel muestra la lucha entre animales en alto relieve y a un lado una figura de un ángel y al otro un caballo con su jinete. El zócalo inferior en forma de medallones, con imágenes que representan a leones y grifos fantásticos.

## Degradación del pórtico

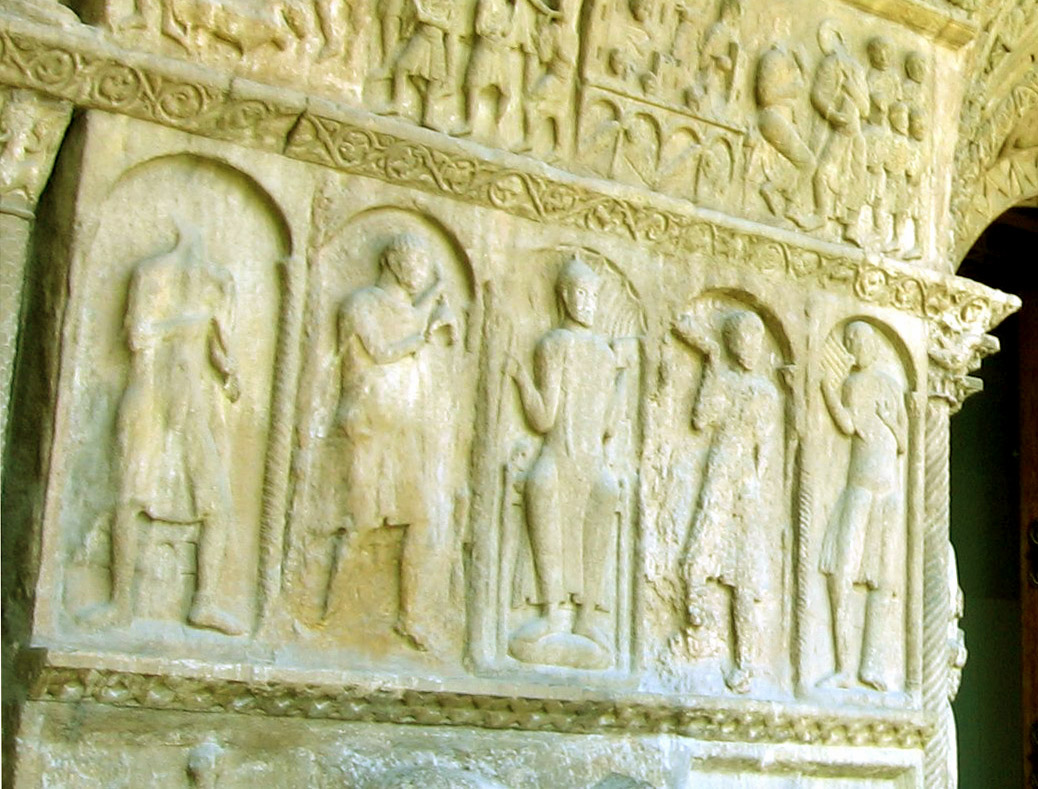
Detalle de la fachada del relieve del rey David, donde se aprecia el estado de degradación de la piedra.

La piedra del pórtico sufre una enfermedad de corrosión debido a la calidad del material empleado para su construcción, la piedra caliza o arenosa absorbe el agua y junto al aire forma una corrosión que se traduce en una progresión de su disgregación a lo que se unió los efectos del cambio de temperatura por el incendio del 9 de agosto de 1835. Todo esto y las inclemencias del tiempo, han hecho desaparecer en primer lugar, todas las inscripciones que aludían a los temas representados, así como también han colaborado a reducir el relieve de las esculturas.
En la catedral de Reims, en muchas esculturas góticas se apreciaba también, esta enfermedad, que se agravó por los incendios sufridos durante la Primera Guerra Mundial, la opción para su restauración que siguieron fue la substitución por copias y el traslado a un museo de las anteriores. Esta misma solución se empezó a aplicar en la fachada de la catedral de Chartres, para pasar más tarde a tratarlas in situ, eliminando las sales nocivas y tenerlas controladas. Viollet-le-Duc en Amiens ya había hecho estudios sobre esta misma cuestión. La abadía de Moissac con su fachada románica está también en tratamiento y bajo vigilancia ya que se encuentra afectada por infiltraciones que afectan a su integridad.
En Santa María de Ripoll se puede observar la progresión de su degradación por las fotografías existentes de principios del siglo XX, sin embargo, no se hicieron las primeras valoraciones hasta la intervención de la Dirección General de Bellas Artes con el financiamiento de la Fundación March durante los años 1964 y 1971 que suprimió una gran infiltración de agua, limpió toda la fachada y se efectuaron varios tratamientos para conseguir una máxima estabilidad, así como un aislamiento de sus cimientos. Para el control climático se cerró con vidrio el porche gótico de delante de la fachada en el año 1973. A pesar de todos estos esfuerzos, la fachada continúa deteriorándose, estando controlada en la actualidad por el servicio de Patrimonio Arquitectónico de la Generalidad de Cataluña.